# Así en la villa como en el cielo
Así en la villa como en el cielo era una telenovela argentina producida y dirigida para Canal 13 (hoy eltrece) en 1971. Fue protagonizada por Soledad Silveyra, Gabriela Gili y Guillermo Bredeston, como también con Iván Grondona, Diana Kitzler y Rudy Carrié en los roles antagónicos. Además contó con las participaciones estelares de Claudio García Satur, Héctor Gióvine, Zulma Grey y Eduardo Muñoz.

## Argumento
Daniel Achával Vértiz (Guillermo Bredeston) es quien debe hacerse cargo de la fortuna familiar luego de una vida de placeres y despilfarro. La economía familiar quedaría protegida si se logra el desalojo de una villa de emergencia ubicada en los terrenos que le pertenecen, cuya venta a un consorcio inmobiliario está valuada en muchísimo dinero. Con ese fin se introducirá en la villa haciéndose pasar por Ángel Pérez, empleado de una de las fábricas que posee. Pronto comprenderá muchas cosas y se enfrentará a una realidad totalmente distinta comprendiendo su vida inútil hasta ese momento. El ejemplo se lo dará Muñeca Sobral (Soledad Silveyra), una joven a la que defendió de un peligroso sujeto el mismo día en que llegó al lugar, que trabajando en casas de familia y estudiando durante las noches aspira a un futuro mejor en un sitio sumamente hostil para concretar sus sueños con la carga de mantener a su padre alcohólico y luchando por defender su honra de "El Rata" (Rudy Carrié), un temible hampón que también habita en el lugar. El amor llegará y unirá a estos jóvenes, Ángel vivirá una doble vida y los villeros, desconociendo de quién se trata lo aceptarán ya que entre otras cosas exhumará sus habilidades para la medicina (carrera que abandonó faltándole un par de materias). Para complicarlo todo, Laura (Gabriela Gili) vendrá a Buenos Aires con la intención de conquistar y casarse con su primo Daniel, convirtiéndose en una poderosa rival para la humilde Muñeca. Daniel entonces deberá tomar una decisión trascendental para su destino y el de las mujeres que lo pretenden y también para los habitantes de la villa a los que ha llegado a querer mucho.

## Elenco
- Soledad Silveyra - Muñeca Sobral
- Guillermo Bredeston - Daniel Achával Vértiz / Ángel Pérez
- Gabriela Gili - Laura
- Claudio García Satur - Sabino
- Iván Grondona - Alejandro
- Diana Kitzler - Marga
- Héctor Gióvine - Padre Félix
- Rudy Carrié - "El Rata"
- Zulma Grey - Rosalía
- Eduardo Muñoz - Mayorano
- Víctor Villa - Gamberino
- Roberto Pieri - Don Sobral
- Ricardo Dupont - Mingo
- Liliana Benard - Julita
- Mario Morets - Manuel
- Alfredo Duarte - Dr. Lanteri
- Renée Oliver - "La Negra"
- Haydée Larroca - Inés
- Memé Vigo - Dr. Berrotarán
- Natalio Hoxman - Farías
- Jorge Butron - Bissio
- Carlos Artigas - Piguyi
- Alberto Domínguez - Acuña
- Rey Charol - "Negro"
- Sebastián Vilar - Dr. Leiva

## Equipo de producción
- Historia: Abel Santa Cruz
- Escenografía: Seijas
- Técnico de iluminación: Francisco Palau
- Dirección: Roberto Denis
- Productor: Jacinto Pérez Heredia

## Versiones
- Muñeca (1973): Producida por Manolo García para Televisa, y protagonizada por Fanny Cano y Rodolfo Bebán.
- La última esperanza (1993): Producida por Eugenio Cobo para Televisa, y protagonizada por Mariana Levy y Alberto Mayagoitía.